# Monika Stenzel
Monika Stenzel (* 1949 in Halle (Saale)) ist eine deutsche Schauspielerin.

## Leben
Monika Stenzel schloss 1974 eine Ausbildung an der Hochschule für Schauspielkunst „Ernst Busch“ Berlin ab. Sie profilierte sich sowohl als Theater- als auch als Fernweh- und Filmschauspielerin. Von 1974 bis 1991 trat sie vor allem am neuen theater Halle, am Landestheater Dessau, am Landestheater Eisenach und am Renaissance-Theater (Berlin) auf, u. a. als Helena in Ein Sommernachtstraum, als Adelheid in Der Biberpelz, als Luise in Kabale und Liebe, als Marja in Der Revisor, als Natalja in Maxim Gorkis Wassa Shelesnowa, als Marie in Die Soldaten, als Recha in Nathan der Weise und als Franziska in Minna von Barnhelm auf. Darüber hinaus war sie in Produktionen des Fernsehtheaters Moritzburg zu sehen. In den 1990er Jahren gab sie beispielsweise die Petra in Die bitteren Tränen der Petra von Kant am Landestheater Detmold (1990), die Mrs. Holly in Tennessee Williams’ Plötzlich letzten Sommer am Theater Lübeck (Bühnen der Hansestadt Lübeck; 1995f.), die Pauline in Sue Townsends Das geheime Tagebuch des Adrian Mole am Thalia Theater (Halle) (1997–2000), die Susanne Delicias in Jean Anouilhs Das Orchester am Brandenburger Theater (2002) und die Berta in Robert Heubergers Das Geld liegt auf der Straße an der Komödie Dresden (2009). Sie war auch in Folgen von SOKO Leipzig und Tatort zu sehen.

## Filmographie (Auswahl)
- 1981: Ehe ungenügend (Autor: Imre Kertész, Fernsehtheater Moritzburg)
- 1981: Ja, die Familie (Szenarium: Heinz Kramer, Fernsehtheater Moritzburg)
- 1982: Ungleiche Rivalen (Szenarium: Dieter Müller, Fernsehtheater Moritzburg)
- 1987: Bettkantengeschichten (Regie: J. P.Behrend, SFB)
- 1988: Max mal vier (Regie: Ulla Wagner)
- 1989: Tatort – Keine Tricks, Herr Bülow (Regie: Jürgen Roland)
- 1990: Hals über Kopf (Regie: Thomas Draeger, ZDF)
- 1991: Großer Bruder Okan (Regie: Britta Dresewski)
- 1992: Kein Pardon (Regie: Hape Kerkeling)
- 1993: Burning Life (Regie: Peter Welz, Kinofilm)
- 1993: Auf Leben und Tod (Regie: Sabine Eckhard, RTL)
- 1993: Spurlos (Regie: Britta Dresewski, RTL)
- 1994: Ein Bayer auf Rügen (Regie: Walter Bannert, SAT1)
- 1994: Mause Kid (Regie: Karola Hattop, ZDF)
- 1994: Birgers Chance (Regie: Peter Keglevic, RTL)
- 1995: Im Namen des Gesetzes (Regie: Wolfgang Henschel, RTL)
- 1995: Steins Fälle (Regie: Heiner Carow, SAT1)
- 1997: Kids von Berlin (Regie: Dieter Berner, ZDF)
- 1998: Die Sternbergs (Regie: Gloria Behrends, ZDF)
- 2001: Ritas Welt (Regie: Ulli Baumann, RTL)
- 2002: Morgengrauen (Regie: Christoph Wermke, DFFB)
- 2002: Aus lauter Liebe zu dir (Regie: Ariane Zeller, ARD)
- 2004: Stille Wasser (Regie: Moritz Laube, DFFB)
- 2006: Im Namen des Gesetzes (Regie: Holger Gimpel, RTL)
- 2008: Isi come isi go (Regie: Esti Amrami, HFF)
- 2008: Heimspiel (Regie: Christoph Wermke, DFFB 2008)